# Jidi Majia
Jidi Majia, född 1961 i Sichuan, är en kinesisk poet. 
Jidi Majia, som tillhör folkgruppen Yi (nosu), anses vara en av de främsta minoritetsgruppspoeterna i Kina och har erhållit ett stort antal priser både nationellt och i världen utanför Kina, bland annat den europeiska HOMER 2016. Han har också blivit översatt till ett stort antal språk.
2021 introducerades han på svenska av poeten Freke Räihä.